# Église de l'Épiphanie (Iaroslavl)
Pour les articles homonymes, voir Église de l'Épiphanie.

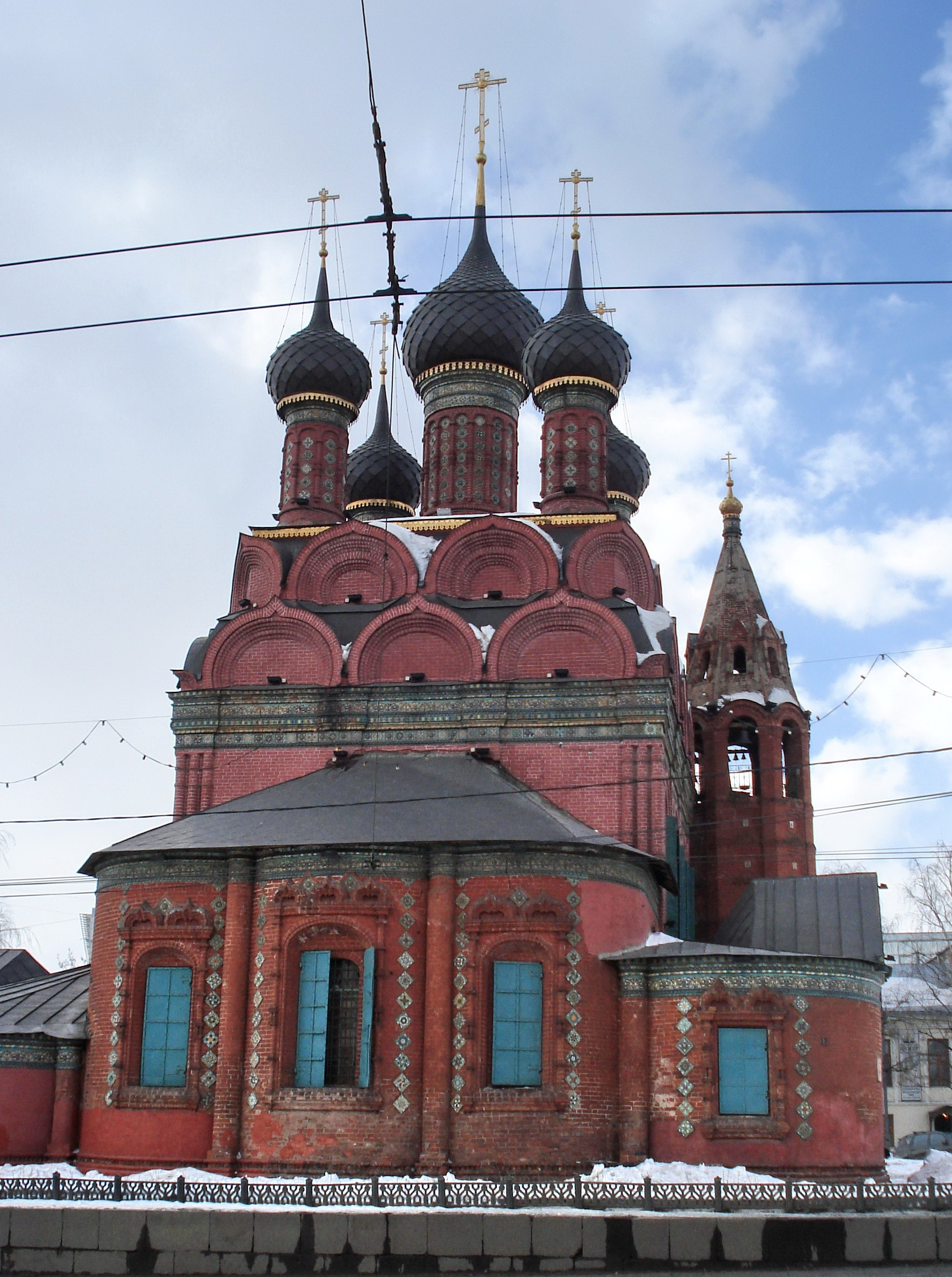

L'église de l'Épiphanie (en russe : Церковь Богоявле́ния) est un édifice religieux orthodoxe de la ville de Iaroslavl en Russie. Construite entre 1684 et 1693 grâce aux dons d' Alexeï Zoubtchaninova, membre d'une guilde de marchands, elle est réputée pour ses peintures murales et pour la décoration de sa façade en faïence. Elle est située sur la place de l'Épiphanie à Iaroslavl (en russe : Богоявленская площадь). Les premieres traces d'édifices religieux sur ce même emplacement datent du XIIIe siècle.  

## Architecture

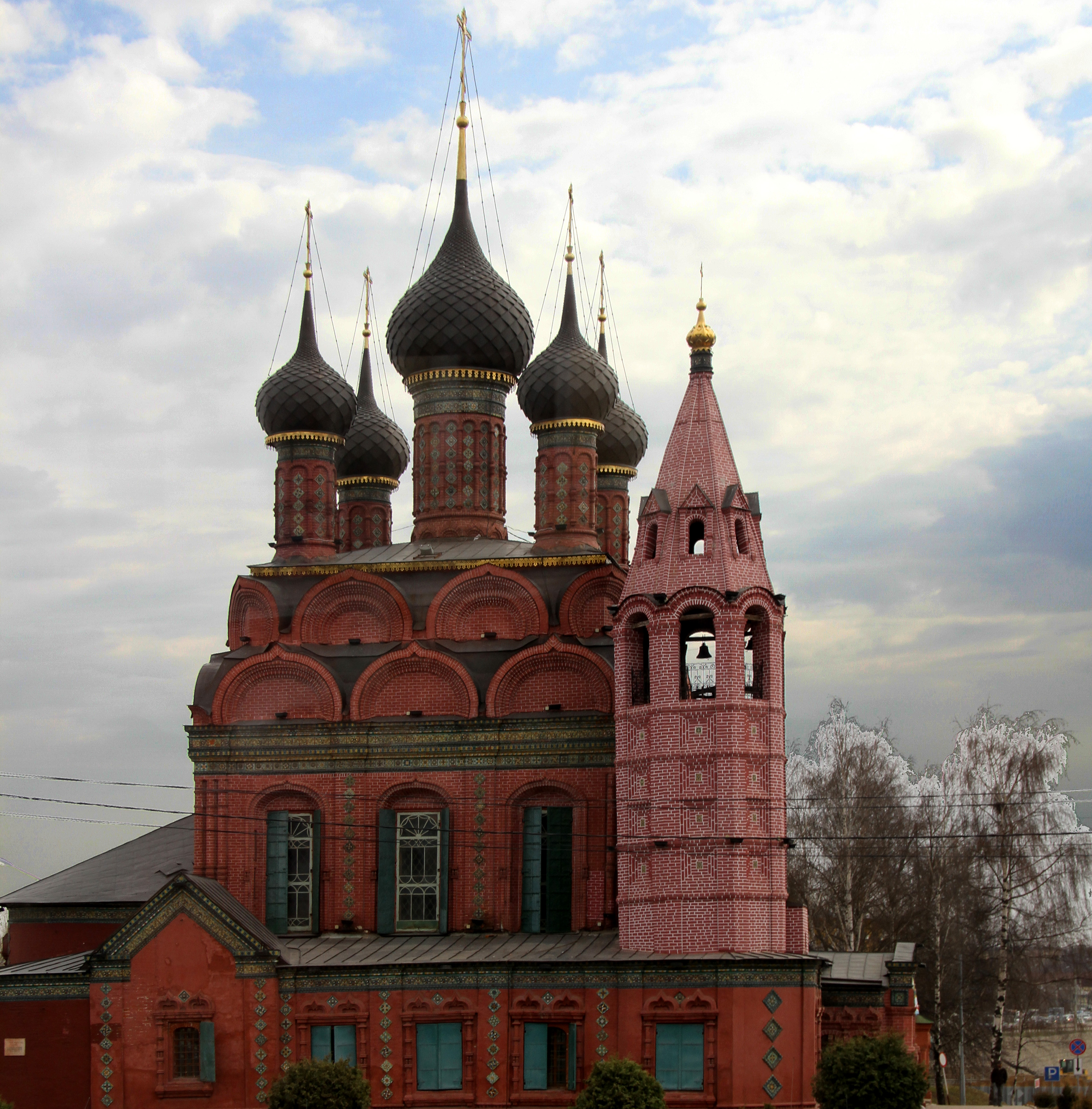
église de l'Épiphanie

C'est un édifice à cinq coupoles, sans sous-sol, et recouvert d'une voûte. Les tambours des bulbes sont abondamment décorés et s'appuient sur deux rangées de puissants kokochniks. Au sud de l'église est adjointe une chapelle dédiée à Saint Dimitri de Prilouki ; au nord, une autre chapelle est dédiée au Jugement dernier. L'espace intérieur du corpus central est éclairé par neuf grandes fenêtres.

## Peintures murales
Les peintures des murs intérieurs de l'église datent de 1693 et ont été réalisées par l'artel des peintres Dmitri Grigoriev Plekhanov et Fiodore Ignatiev.

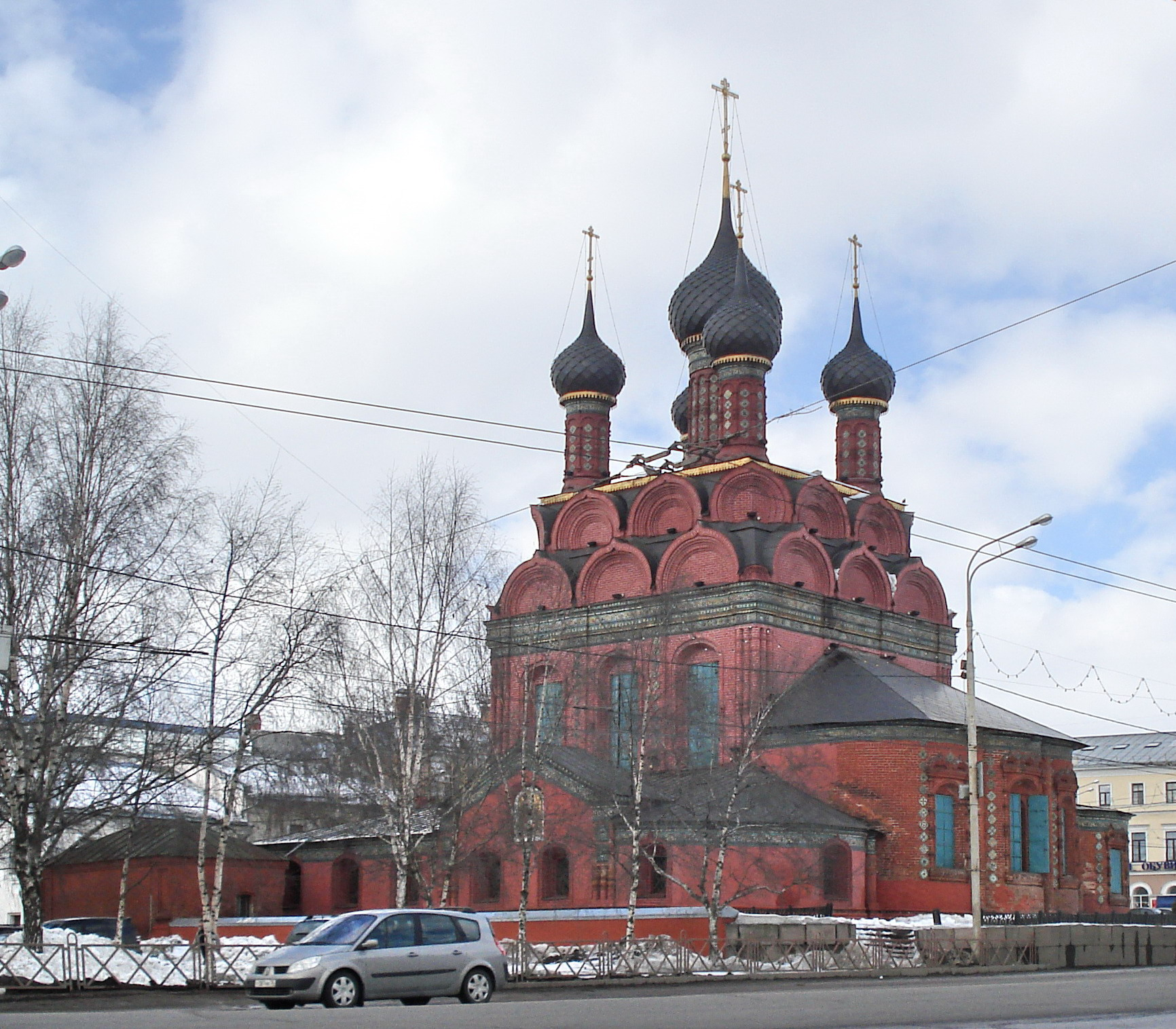
Église de l'Épiphanie
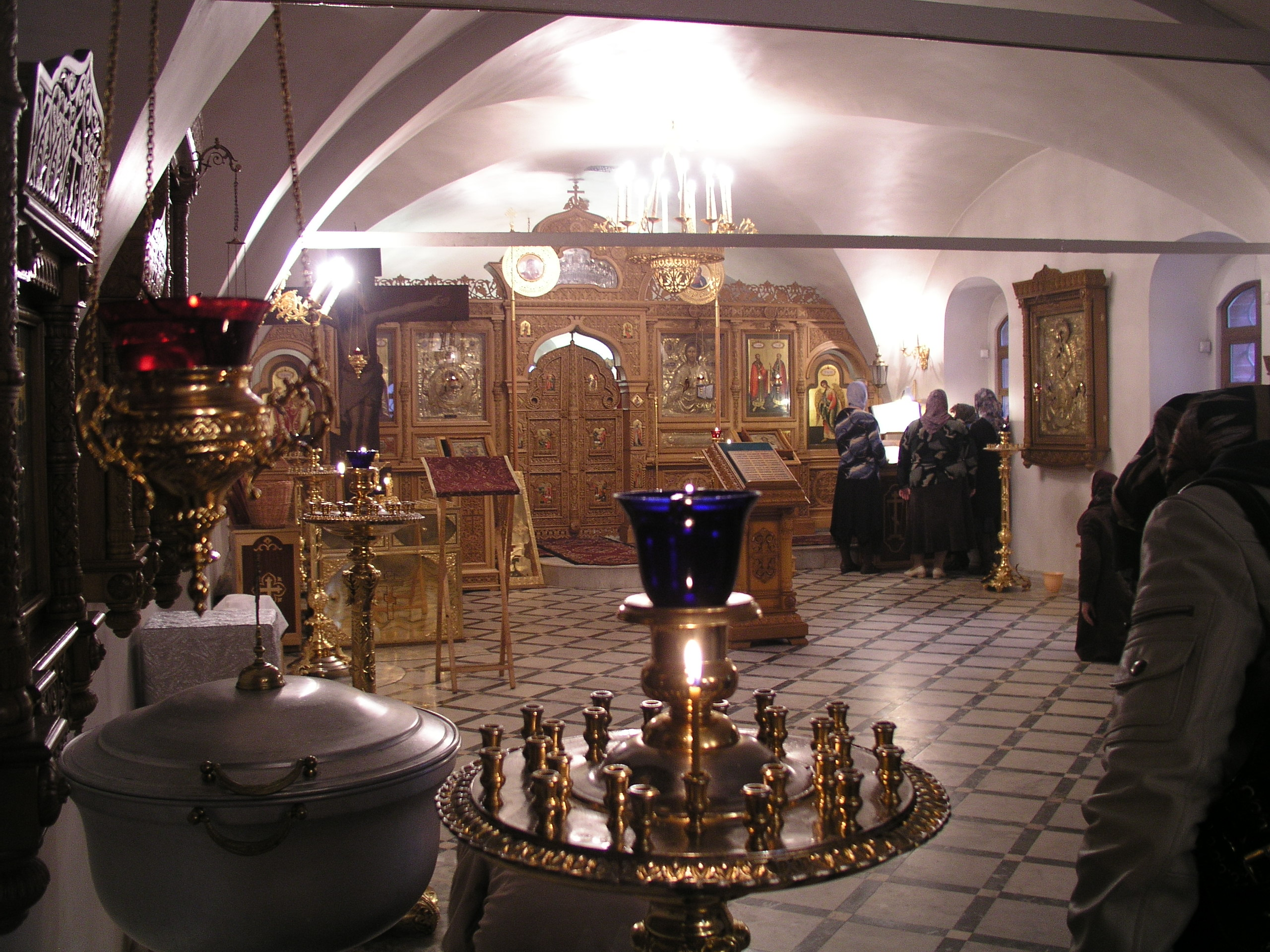
Intérieur de la chapelle de l'église de l'Épiphanie